# محمد نعیمی‌پور
محمد نعیمی‌پور (۱۳۳۴ تهران) نماینده مردم تهران در مجلس ششم معاون اجرایی سابق حزب اتحاد ملت ایران اسلامی ، عضو سابق جبهه مشارکت ایران اسلامی و مدیر مسئول روزنامه توقیف شده یاس نو بود.
نعیمی‌پور از دانشجویان پیرو خط امام بود که سفارت آمریکا را در سال ۱۳۵۸ اشغال کردند
کارشناس مهندسی شیمی (پتروشیمی) از دانشگاه صنعتی شریف (سال ۱۳۶۳)

## سوابق اجرایی
- عضو هیئت رئیسه ششمین دوره مجلس شورای اسلامی (۴ سال)
- مدیر ارشد در وزارتخانه‌های دولتی (۱۲ سال)
- معاون طرح و برنامه شرکت شهران سازه
- مدیریت اجرایی در شرکت توسعه منابع آب و نیروی ایران (۱۰ سال)
- مجری طرح سد و نیروگاه ۲۰۰۰ مگاواتی کارون ۳ (۲ سال) (۷۸–۱۳۷۶)
- مدیر برنامه‌ریزی و قراردادهای سد و نیروگاه ۲۰۰۰ مگاواتی کارون ۳ (۵ سال) (۷۶–۱۳۷۱)
- مجری نیروگاه‌های کوچک و متوسط (۲ سال) (۸۵–۱۳۸۳)
- نیروگاه ۴۰ مگاواتی کوهرنگ در مسیر تونل‌های ۱ و ۲ کوهرنگ
- نیروگاه ۴۷ مگاواتی لوارک (لواسان) در مسیر انتقال آب سد لار به سد لیتان
- نیروگاه ۷ مگاواتی شهید رجائی در مسیر خروجی سد شهید رجائی
- نیروگاه‌های زنجیره ای در مسیر رودخانه کریک (یاسوج) جمعاً ۲۰ مگاوات